# Grebenhain
Grebenhain település Németországban, Hessen tartományban. Lakosainak száma 4603 fő (2023. december 31.).

## Népesség
A település népességének változása:
| Lakosok száma | 4604 | 4598 | 4590 | 4585 | 4603 |
|               | 2017 | 2019 | 2021 | 2022 | 2023 |